# Jerzy Menkes
Jerzy Brunon Menkes (ur. 21 marca 1954) – profesor nauk prawnych, specjalności: prawo międzynarodowe publiczne, organizacje międzynarodowe, prawo europejskie instytucjonalne, profesor zwyczajny Szkoły Głównej Handlowej w Warszawie.

## Życiorys
W 1975 ukończył studia prawnicze na Wydziale Prawa i Administracji Uniwersytetu Śląskiego. W 1979 na podstawie rozprawy Traktatowe uprawnienia organów Europejskiej Wspólnoty Gospodarczej do podejmowania uchwał i ich realizacja w praktyce (1968–1975) otrzymał na tym Wydziale stopień naukowy doktora nauk prawnych. Tam też w 1989 na podstawie dorobku naukowego oraz rozprawy pt. Nowy międzynarodowy ład ekonomiczny. Studium prawnomiędzynarodowe uzyskał stopień doktora habilitowanego nauk prawnych. W 2003 został profesorem nauk prawnych. Jest kierownikiem Katedry Prawa Międzynarodowego i Organizacji Międzynarodowych i profesorem zwyczajnym Szkoły Głównej Handlowej w Warszawie.
W 2007 pod jego redakcją ukazała się na praca zbiorowa pt. Prawo międzynarodowe. Księga pamiątkowa prof. Renaty Szafarz (Dom Wydawniczy Elipsa, Warszawa 2007, s. 606, ISBN 978-83-60694-08-4).
Jest członkiem rady naukowej czasopisma „Międzynarodowe Prawo Humanitarne”.